# El Clasificado
El Clasificado es una publicación gratis y escrita en Español. La publicación le da contenido, publicidad, y consejos de estilo de vida a la comunidad hispana. Se fundó la publicación como un vehículo promocional para los pequeños negocios hispanos en el Sur de California. Esta región geográfica es el mercado hispanohablante más grande en los Estados Unidos, con una población hispanohablante de 8,421,500. Según estas cifras, 1 de cada 5 hispanos en los Estados Unidos vive en este mercado.

## Historia
El Clasificado fue fundado por Marta de la Torre y Joe Badame en el año 1988, con sus propios fondos y el apoyo de su familia y sus amigos. Fue creado para conectar a la comunidad hispana con el marketing, los servicios, y la información a través de un formato cómodo y versátil. Después de diez años, la compañía se convirtió en una de las más fuertes del mercado editorial hispano en los Estados Unidos. Después de veinte años, El Clasificado fue reconocido como una de las cien compañías hispanas de más rápido crecimiento en el país. Hoy, la publicación ha recibido múltiples reconocimientos por se éxito comercial y impacto económico positivo en las comunidades a las que sirve. El Clasificado continúa fortaleciendo a las comunidades ofreciendo eventos comunitarios, contenido, y oportunidades laborales.

## Distribución
El Clasificado es una publicación auditada con una circulación de 350.000 copias cada semana en 13.500 puntos de distribución en todo el estado de California. La publicación llega a 1,2 millones de lectores semanales.
La versión impresa de la publicación contiene anuncios locales de diversa índole de las ciudades de Los Ángeles, Huntington Park, El Monte, South Gate, Downey, Pico Rivera, Santa Ana, Ontario, Riverside, Baldwin Park, Long Beach, Van Nuys, San Fernando y los condados de Los Ángeles, Orange, Riverside, San Bernardino y Ventura. Dentro de esta región se encuentran ejemplares de la revista en tiendas, supermercados, colmados y más de 14.000 puntos de distribución estratégicamente ubicados en las áreas de mayor tránsito peatonal en los barrios donde vive o trabaja la mayor parte de la población hispanohablante. La política de distribución efectiva de la publicación fue verificada por la firma auditora independiente Circulation Verification Council, y ha sido reconocida por la Asociación Nacional de Publicaciones Hispanas (NAHP) y por la Asociación Nacional de Publicaciones Comunitarias Libres (AFCP) con múltiples premios tanto por su credibilidad como precisión para un crecimiento y éxito continuos. 

## Contenido y Secciones
El Clasificado fue creado para conectar a la comunidad hispana con el marketing, los servicios y la información a través de un formato cómodo y versátil. Además de los anuncios, la publicación también ofrece información, educación y entretenimiento.